# Ehi Mousgou
L'Ehi Mousgou est un volcan du Tchad situé dans le massif du Tibesti et culminant à 2 849 mètres d'altitude. C'est un dôme de lave complexe.